# Polêmica da adultização de crianças no Brasil em 2025
A Polêmica da Adultização no Brasil em 2025 refere-se ao debate público desencadeado pela publicação do vídeo “Adultização”, pelo influenciador digital Felca na data de 6 de agosto de 2025. O conteúdo viralizou, denunciando práticas de sexualização e exploração infantil nas redes sociais, resultando em ampla repercussão na mídia, no Poder Judiciário e no Congresso Nacional.

## Motivação e Início
Felca publicou o vídeo “adultização”, após mais de um ano de pesquisa, denunciando conteúdos que expõem menores à sexualização precoce, alavancados por algoritmos negligentes — apelidado por ele de “Algoritmo P”. Em apenas dez dias, o vídeo conquistou mais de 45 milhões de visualizações*e impulsionou rapidamente sua base de inscritos.

## Principais Denúncias
Foram citados casos específicos de exploração digital:
- Hytalo Santos — investigado pelo MP da Paraíba desde 2024 e preso em 15 de agosto de 2025, uma semana após o vídeo.[4]
- Kamyla Maria Silva ("Kamylinha") — integrante da “Turma do Hytalo”, sob investigação pelo MP-PB devido à sexualização presente em seus vídeos desde a adolescência.[5]
- Bel Para Meninas (Bel Peres e mãe) — alvo de críticas desde 2020 por participação infantil em desafios potencialmente prejudiciais; vídeos removidos após repercussão.[6]

## Repercussão
A polêmica ganhou vasto alcance:
- A imprensa nacional — como Agência Brasil e CartaCapital — destacou que o presidente da Câmara, Hugo Motta, anunciou a pauta de projetos para conter a adultização infantil nas redes.[7][8]
- No Legislativo, as reações foram intensas, com declarações de autoridades ressaltando que o tema “toca no coração da sociedade” e que as plataformas não podem se omitir.[9]

Televisão
A polêmica foi tema de matérias do Fantástico (TV Globo) e outros telejornais de grande audiência. Foram exibidas entrevistas com especialistas em infância e direito digital, além de reportagens sobre a prisão de Hytalo Santos.
Jornais e Portais
A cobertura escrita incluiu veículos como Estadão, Folha de S.Paulo, UOL, Terra e NSC Total, que relataram a repercussão nas redes, a prisão de investigados e as medidas legais em andamento.
- Redes sociais

O vídeo de Felca ultrapassou 45 milhões de visualizações em poucos dias e provocou debates massivos no X, TikTok e Instagram. Hashtags como #AdultizacaoNao e #ProtejamAsCriancas viralizaram, e influenciadores e celebridades participaram ativamente das discussões.
- Organizações e Especialistas

ONGs de proteção à infância, como SaferNet Brasil e UNICEF, se pronunciaram sobre os riscos da adultização digital, reforçando a necessidade de fiscalização das plataformas e políticas públicas de proteção infantil.
- Impacto Geral

A repercussão intensa não apenas trouxe atenção pública ao tema, mas também impulsionou ações judiciais e a tramitação de projetos de lei, consolidando o caso como um marco no debate sobre proteção infantil nas redes sociais no Brasil.

## Debate sobre redes sociais e política
O episódio reacendeu discussões sobre a regulação das grandes plataformas digitais e o papel dos algoritmos. Especialistas em comunicação e direito digital enfatizaram como um único vídeo viral pode pautar toda a agenda pública.

## Decisões Judiciais
O Tribunal Regional Federal da 6ª Região (TRF-6) determinou, em 18 de agosto de 2025, que o Google implemente, em até 60 dias, alertas visíveis no YouTube sobre a proibição de publicidade infantil abusiva, além de criar um canal específico para denúncias.

## Projetos de Lei
- Após a repercussão do vídeo, foram apresentados sete ou mais projetos de lei no Congresso, com foco em criminalizar condutas relacionadas à adultização digital — o chamado “Lei Felca”.[15]
- Na Assembleia de Minas, parlamentares protocolaram cinco propostas legislativas visando fortalecer o Estatuto da Criança e do Adolescente (ECA) e a LGPD para penalizar a exposição infantil em contextos sexualizados.[16]